# 리즈 토러스
리즈 토러스(Liz Torres, 1947년 9월 27일 ~ )는 미국의 배우, 가수, 희극인이다.

## 출연 작품
- 우리 엄마 (2016)
- 뉴 어드벤처 오브 올드 크리스틴 (2006)
- 스트리트 킹 (2002)
- 트위스 어폰 어 크리스마스 (2001)
- 가브리엘라 (2001)
- 조는 못말려 (2001)
- 원스 어폰 어 크리스마스 (2000)
- 퍼머넌트 미드나잇 (1998)
- 원더풀 아이스크림 (1998)
- 트위스터 2 - 리벤지 오브 트위스터 (1998)
- 별난 커플 2 (1998)
- 트레이시 테이크 온 (1996)
- 함정 (1995)
- 돈벼락 맞은 사나이 (1994, A Million to Juan)
- 그레이하운드 (1994)
- 전격 특명 작전 (1992, Rescue Me)
- 보디 샷 (1993)
- 레나의 휴일 (1991)
- 최후의 승자 (1990)
- 배반의 묘략 (1990)
- 사랑의 곡예사들 (1988)
- 할리우드 차차차 (1988)
- 신비한 말 (1988)
- 아메리카 (1986)

### 텔레비전
- 올 인 더 패밀리 (1976-77)
- 우리 생애 나날들 (1987)
- 길모어 걸스 (2000-07)
- ER (2003)